# Аргентино-чилийские отношения
Аргентино-чилийские отношения — двусторонние дипломатические отношения между Аргентиной и Чили. Протяжённость государственной границы между странами составляет 5308 км.

## История
Страны поддерживают отношения на протяжении более 200 лет. До независимости территории этих стран находились под контролем Испанской империи: генерал-капитанство Чили и Рио-де-ла-Плата. Во время войны за независимость Чили и Аргентина были близкими союзниками, ими была образована Андская армия. После обретения независимости, на протяжении большей части 19-го и 20-го века, отношения между странами были напряжёнными, в основном из-за споров по принадлежности Патагонии. В 1881 году между двумя странами был подписан договор о границе.
Самый серьезный пограничный конфликт между странами произошёл из-за спора по принадлежности трёх островов: Леннокс, Пиктон и Исла-Нуэва, которые расположены к югу от пролива Бигл. Для разрешения возникшего территориального спора Аргентина и Чили обратились за помощью к британской королеве Елизавете II. В мае 1977 года королева Елизавета II постановила, что данные острова принадлежат Чили. Аргентинские власти отказались принять это решение и отношения с Чили резко ухудшились, поставив эти страны на грань полномасштабной войны. В 1978 году страны приняли предложение Иоанна Павла II выступить посредником в территориальном споре через специального посланника кардинала Антонио Саморе. В мае 1985 года Аргентина и Чили подписали в Риме Договор о разрешении территориального спора. В августе 1991 года президент Чили Патрисио Эйлвин и президент Аргентины Карлос Сауль Менем подписали Соглашение, в результате чего были разрешены двадцать два проблемных территориальных вопроса, оставшиеся два вопроса было решено оставить на суд международных арбитров. Чили продолжает претендовать на часть территории Антарктиды, называемую Чилийской антарктической территорией, на которую также претендуют Аргентина и Великобритания.
В мае 2010 года между странами произошёл дипломатический конфликт, вызванный тем фактом, что в Аргентине выпустили карты, где ряд спорных районов Патагонии был отмечен как аргентинская территория.

## Экономические отношения
В 2013 году объём товарооборота между странами составил сумму около 1 млрд. долларов США,
Аргентина была четвертым торговым партнером Чили (6 % от общего объёма импорта этой страны).